# Новое Кошкино
Новое Кошкино — деревня в Малмыжском районе Кировской области. Входит в состав Каксинвайского сельского поселения. Расположена на реке Шугорачка в 11 км от её места впадения в Вятку.
Расстояние до села Каксинвай — 7 км.
В начале XX века было населено марийцами, чувашами, татарами.

## Население
По результатам сельсоветовского учёта на 1938 год и переписи населения 1939 года, в деревне находилось 26 домохозяйств, проживал в них 141 человек, из них 61 мужчина и 80 женщин.
По данным переписи населения 2010 году в деревне проживает 31 человек.
| 1938 | 1939 | 1950 | 1989 | 2002 | 2010 |
| ---- | ---- | ---- | ---- | ---- | ---- |
| 140  | 141  | 193  | 138  | 73   | 31   |